# Acanthaphritis unoorum
Acanthaphritis unoorum is een straalvinnige vissensoort uit de familie van baarszalmen (Percophidae). De wetenschappelijke naam van de soort is voor het eerst geldig gepubliceerd in 1996 door Suzuki & Nakabo.